# Bạch yến trán đỏ
Bạch yến trán đỏ, hay bạch yến trán lửa, tên khoa học Serinus pusillus, là một loài chim trong họ Fringillidae.

## Tham khảo

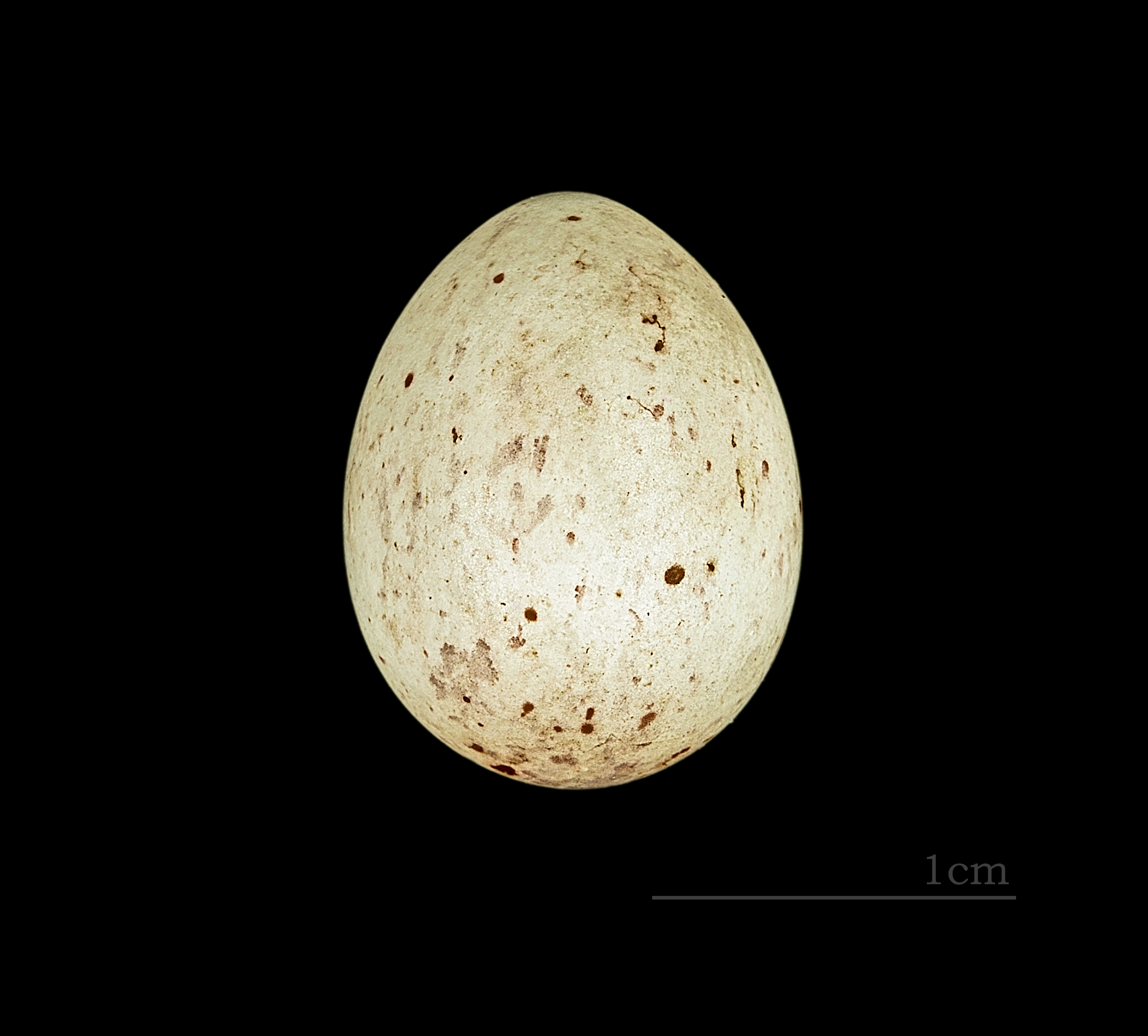
Trứng loài Serinus pusillus